# Grędzina
Grędzina – wieś w Polsce położona w województwie dolnośląskim, w powiecie oławskim, w gminie Jelcz-Laskowice.

## Podział administracyjny
W latach 1975–1998 miejscowość administracyjnie należała do województwa wrocławskiego.

## Pomniki przyrody
Na terenie Grędziny jest pomnik przyrody w postaci głazu narzutowego.